# Foszfóniumion

Foszfóniumion

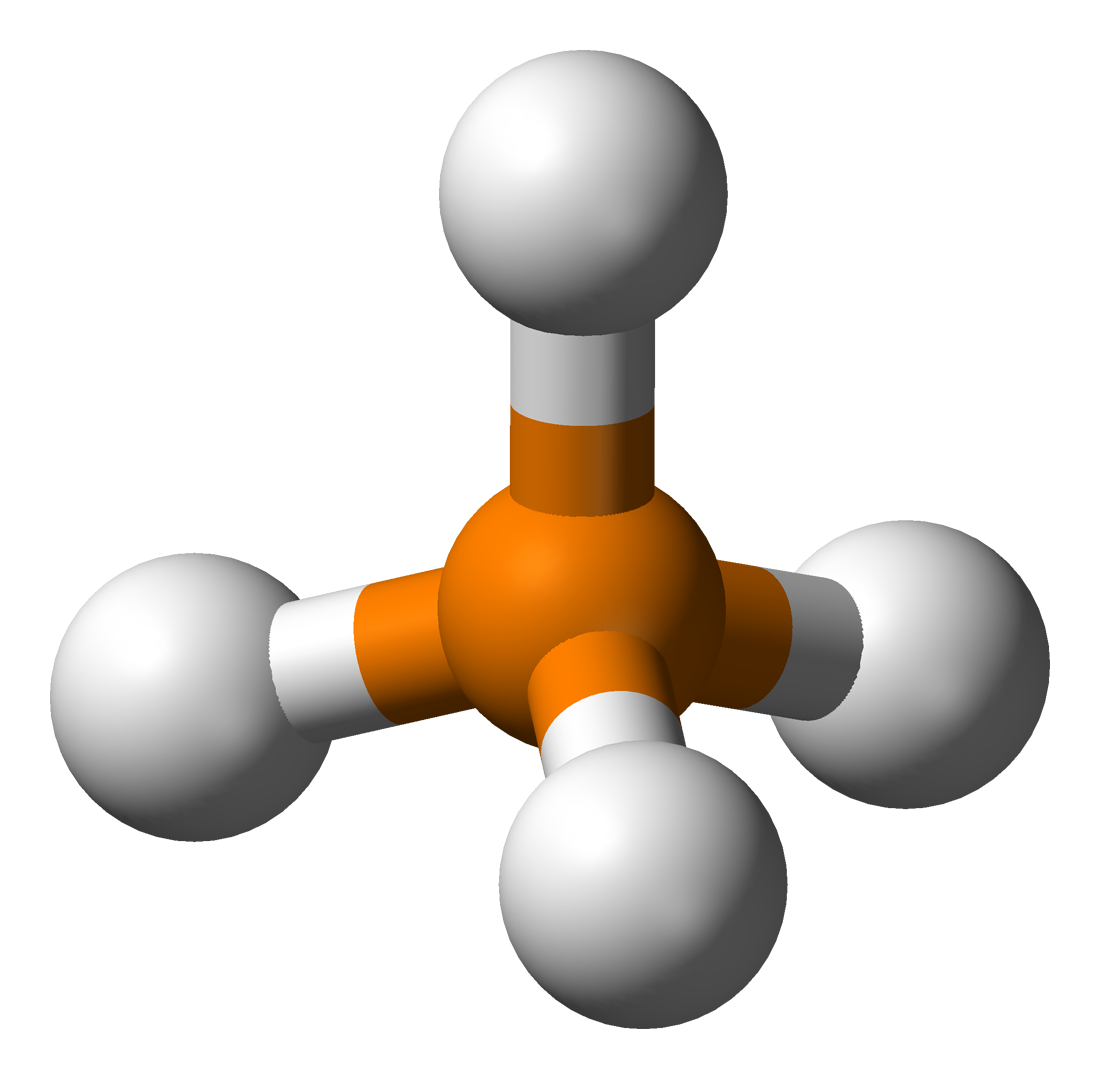
A PH_{4}^{+}, az alapvegyület szerkezete

A foszfóniumionok [PR1R2R3R4]+ képletű ionok (ahol R általában hidrogén, szerves csoport vagy halogén). Ezek tetraéderes molekulaszerkezetűek. Vegyületei általában színtelenek vagy az anionoknak megfelelő színűek.

## Foszfóniumionok fajtái

### Protonált foszfinok
Az alapvegyület, a foszfóniumion képlete PH+4, és megtalálható a foszfónium-jodidban. Az alapvegyület sói ritkák, de ez intermedier a tetrakisz(hidroximetil)foszfónium-klorid előállításában:
{\displaystyle {\ce {PH3 + HCl + 4 HCHO -> P(CH2OH)4Cl}}}
Számos szerves foszfóniumvegyület állítható elő primer, szekunder és tercier foszfinok protonálásából:
PR1R2R3 + H+ → HPR+3
A foszfinok bázikussága a szokásos rendszert követi: ha R alkil, az bázikusabb, mintha R aril.

### Tetraorganofoszfóniumionok
A leggyaoribb foszfóniumionokban a foszforhoz 4 szerves szubsztituens csatlakozik. E kvaterner foszfóniumionok közé tartozik a tetrafenilfoszfónium- ((C6H5)4P+ és a tetrametilfoszfóniumion ((CH3)4P+).

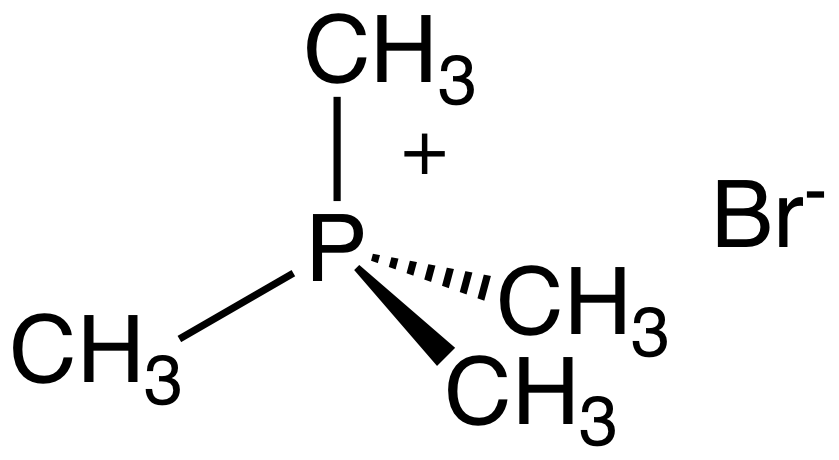
Tetrametilfoszfónium-bromid

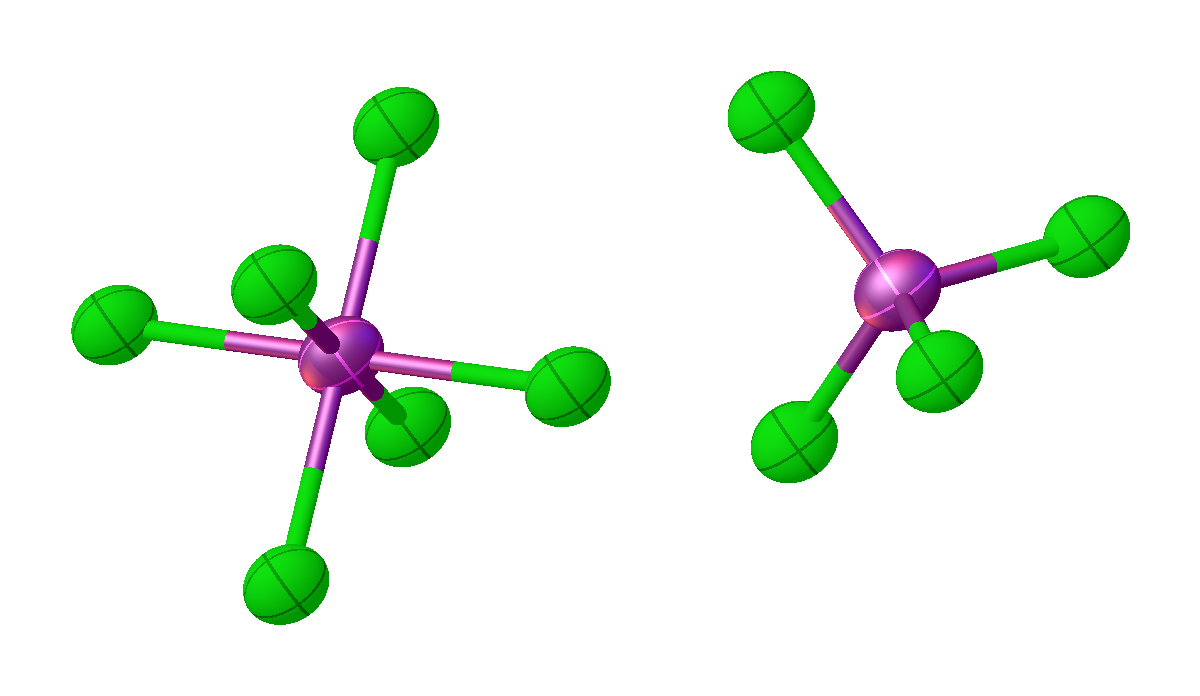
A szilárd foszfor-pentaklorid szerkezete, bemutatva autoionizációját tetraklórfoszfóniumra és hexaklórfoszfátra.

A kvaterner foszfóniumionok ([PR1R2R3R4]+, ahol egyik R sem H) szerves foszfinok alkilációjával hozhatók létre. Például a trifenilfoszfin brómmetánnal való reakciója metiltrifenilfoszfónium-bromidot ad:
{\displaystyle {\ce {PPh3 + CH3Br -> CH3PPh3Br}}}
E foszfóniumvegyületek metilcsoportja kevéssé savas, a pKa becslések szerint 15 körül van:
{\displaystyle {\ce {CH3PPh_3^+ + B- -> H2C=PPh3 + HB}}} (ahol B bázis).
E deprotonáció Wittig-reagenseket ad.

### Foszfor-pentaklorid és hasonló vegyületek
A szilárd foszfor-pentaklorid ionos, képlete PCl+4PCl−6, vagyis tetraklórfoszfónium kationt és hexaklórfoszfát aniont tartalmazó vegyület. Híg oldatokban az alábbi egyenlet szerint disszociál:
{\displaystyle {\ce {PCl5 <-> PCl_4^+ + Cl-}}}
A trifenilfoszfin-diklorid(Ph3PCl2) 5 koordinációjú foszforánként és klórtrifenilfoszfónium-kloridként is létezik közegtől függően. Hasonlít a PCl5-hoz: ionos vegyület ((PPh3Cl)+Cl−) poláris oldószerekben, illetve trigonális bipiramis alakú molekulákból álló vegyület apolárisakban.

### Alkoxifoszfónium-vegyületek: Arbuzov-reakció
A Michaelis–Arbuzov-reakció egy háromértékű foszfortartalmú észter halogénalkánnal való reakciója, mely ötértékű foszforvegyületet ad és egy másik halogénalkánt. A foszforszubsztrát gyakran foszfit (P(OR)3), az alkilezőszer egy jódalkán.

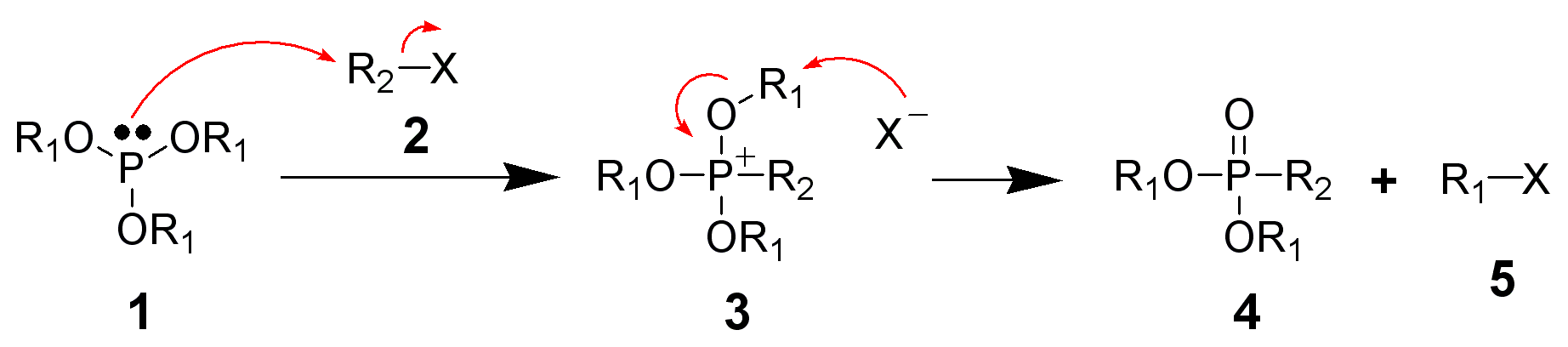
A Michaelis–Arbuzov-reakció mechanizmusa

## Használata

### Textilekhez

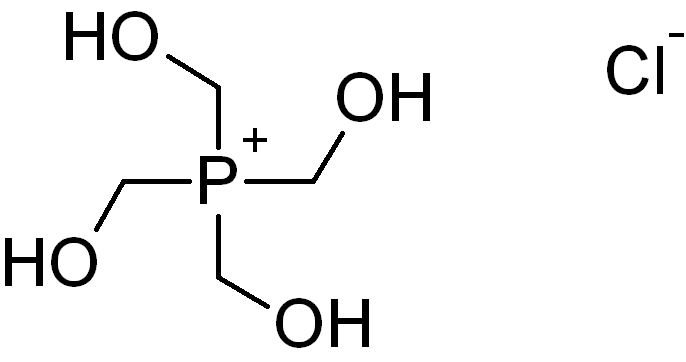
Textilekhez gyakran használatos a tetrakisz(hidroximetil)foszfónium-klorid.

A tetrakisz(hidroximetil)foszfónium-kloridot gyűrődés- és tűzálló textilimpegnáló szerként használják pamuthoz és más cellulózalapú szövetekhez. Tűzálló impregnálószer készíthető THPC-ből annak karbamiddal való kezelésével. A karbamid a hidroximetilcsoportokkal reagál, a foszfóniumszerkezet foszfin-oxiddá alakul a reakció eredményeként.

### Fázistranszfer-katalizátorok és csapadékképző szerek
A szerves foszfóniumionok lipofilek és fázistranszfer-katalizátorként használatosak a kvaterner ammóniumionokhoz hasonlóan. A sók, a szervetlen anionok és a tetrafenilfoszfónium (PPh+4) poláris szerves oldószerekben oldódnak. Példa erre a perrenátja (PPh4ReO4).

### Szerves szintézisek reagensei
A Wittig-reagensek használatosak szerves szintézisekben is. Ezek a foszfóniumsókból származnak. A deprotonáláshoz erős bázis, például nátrium-amid vagy butillítium kell:
{\displaystyle {\ce {(Ph3P+CH2R)X- + C4H9Li -> Ph3P=CHR + LiX + C4H10}}}
Az egyik legegyszerűbb ilid a metiléntrifenilfoszforán (Ph3P=CH2).
A Ph3PX2 (X = Cl, Br) képletű vegyületek használhatók a Kirsanov-reakcióban. A Kinnear–Perren-reakció használatos alkánfoszfonil-dikloridok (RP(O)Cl2 és -észterek (R1P(O)(OR2)OR3) szintéziséhez. A foszfor-triklorid alkilációval keletkező alkiltriklórfoszfónium-sók fontos köztitermékek:
{\displaystyle {\ce {RCl + PCl3 + AlCl3 -> RPCl_3^+AlCl_4^-}}}

### „Zöldhidrogénhez” való ammóniatermeléshez
A fő ipari ammóniatermelő folyamat a Haber–Bosch-folyamat, mely általában hidrogénforrásként földgázt használ, mely nitrogénnel reagálva ammóniát hoz létre. 2021-ben Doug MacFarlane, Alekszandr Szimonov és Bryan Suryantó a Monash Egyetemen létrehozott egy módszert „zöldammónia” előállítására, mely feltehetően a Haber–Bosch-folyamatot felválthatja. E folyamat hasonlít az elektrolitikus hidrogén-előállító folyamathoz. A sóból fehérítőt előállítani kívánó Verdant céggel együtt dolgozva Suryantóék felfedezték, hogy egy tetraalkilfoszfónium-só képes hatékony ammónia-előállításra szobahőmérsékleten.

## Fordítás
Ez a szócikk részben vagy egészben  a   Phosphonium című angol Wikipédia-szócikk ezen változatának fordításán alapul.  Az eredeti cikk szerkesztőit annak laptörténete sorolja fel. Ez a jelzés csupán a megfogalmazás eredetét és a szerzői jogokat jelzi, nem szolgál a cikkben szereplő információk forrásmegjelöléseként.